# Darriwilien
| Systeem                                     | Serie      | Etage       | Ouderdom (Ma) |
| ------------------------------------------- | ---------- | ----------- | ------------- |
| Siluur                                      | Llandovery | Rhuddanien  | jonger        |
| Ordovicium                                  | Boven      | Hirnantien  | 443,4–445,2   |
| Ordovicium                                  | Boven      | Katien      | 445,2–453,0   |
| Ordovicium                                  | Boven      | Sandbien    | 453,0–458,4   |
| Ordovicium                                  | Middel     | Darriwilien | 458,4–467,3   |
| Ordovicium                                  | Middel     | Dapingien   | 467,3–470,0   |
| Ordovicium                                  | Onder      | Floien      | 470,0–477,7   |
| Ordovicium                                  | Onder      | Tremadocien | 477,7–485,4   |
| Cambrium                                    | Furongien  | 10e etage   | ouder         |
| Indeling van het Ordovicium volgens de ICS. |            |             |               |

Het geologisch tijdperk Darriwilien (Vlaanderen: Darriwiliaan) is de jongste tijdsnede in het Midden-Ordovicium. Het Darriwilien duurde volgens recente berekeningen van 467,3 ± 1,1 tot 458,4 ± 0,9 Ma. Het werd voorafgegaan door het Dapingien en wordt opgevolgd door het Sandbien.

## Naamgeving en definitie
Het Darriwilien is genoemd naar de Australische plaats Darriwil in Victoria. De naam werd al in 1899 door Thomas Sergeant Hall ingevoerd. De golden spike voor het Darriwilien ligt bij Huangnitang in de Chinese provincie Zhèjiāng.
De basis van het Darriwilien wordt gedefinieerd door het eerste voorkomen van de graptoliet Undulograptus austrodentatus. De top wordt gedefinieerd door het eerste voorkomen van de graptoliet Nemagraptus gracilis.